# Perturbación (geología)
La perturbación es un término asociado a cambios en la naturaleza de los depósitos aluviales en el tiempo. La edafoperturbación se refiere a la perturbación que no es causada por iluviación. En suelo arcilloso, los cambios en humedad causa procesos de expansiones y de contracciones que deforman severamente las acumulaciones aluviales. En otras ocasiones, es la neoformación de compuestos edáficos, como en el caso de precipitación de carbonato, causando fragmentación y desorganización de las cubiertas arcillosas. La actividad biótica es también una importante causa de perturbación. La crioclastia puede afectar la conservación de las acumulaciones iluviales en climas fríos. 
- Datos: Q5658542